# Aeroportul Francisco Beltrão
Aeroportul Francisco Beltrão (IATA: FBE, ICAO: SSFB) este un aeroport din Paraná, Brazilia ce deservește zona Francisco Beltrão. Aeroportul a fost tranzitat în 2022 de 778 de pasageri. A fost numit după zona deservită.
Situat la o altitudine de 640 m, aeroportul dispune de 1 pistă. Este operat de Francisco Beltrão.

## Infrastructură

### Piste
Aeroportul dispune de o singură pistă. Pista 7/25 are suprafața de asfalt și dimensiunile 1.320 m × 30 m. 